# Uropodoidea
Super-famille
Les Uropodoidea Kramer, 1881 sont la principale superfamille des acariens Uropodina. Elle contient plus de 1700 espèces en 71 genres et douze familles.

## Classification
- Circocyllibamidae Sellnick, 1926
- Deraiophoridae Trägårdh, 1952
- Dinychidae Berlese, 1916  synonyme Phaulodinychidae Berlese, 1917
- Discourellidae Baker, Edward & Wharton, 1952
- Macrodinychidae Hirschmann, 1979
- Metagynuridae Balogh, 1943 synonyme Metagynellidae Camin, 1953
- Nenteriidae Hirschmann, 1979
- Trematuridae Berlese, 1917
- Trigonuropodidae Hirschmann, in Wisniewski 1979
- Uroactinidae Hirschmann & Zirngiebl-Nicol, 1964
- Urodinychidae Berlese, 1917
- Uropodidae Kramer, 1881 synonyme Phaulodinychidae Berlese, 1917